# Спасское (Приволжский район, Самарская область)
Спа́сское — село в Приволжском районе Самарской области России. Административный центр сельского поселения Спасское. Село названо по названию Спасский церкви, которая там была построена.

## Спасская церковь
Название села происходит от церкви Спаса Нерукотворного Образа. Первый деревянный храм был построен в 1782 году, позднее, в 1841 году он был разобран и перевезен в село Озерецкое. В 1833 году усилиями помещика, действительного статского советника Ф.В. Самарина был выстроен новый трехпрестольный теплый каменный храм в стиле классицизм, который вмещал до 2000 человек и имел отдельно стоящую колокольню. Главный престол был освящен в честь Нерукотворного образа Спасителя, а остальные два в честь Казанской иконы Богородицы и святого Димитрия Солунского. Храм был закрыт и разрушен в 1920—30-х годах, кирпич использовался для постройки цехов Приволжского механического завода (село Приволжье) в 1936—37 годах. В настоящее время на месте храма находится Спасский сельский дом культуры.

## География
Село находится в юго-западной части Самарской области, в пределах Низкого Заволжья, в лесостепной зоне, на восточном берегу Саратовского водохранилища, к северу от села Приволжье, административного центра района. Абсолютная высота — 58 м над уровнем моря.
Климат
Климат характеризуется как умеренно континентальный. Среднегодовая температура — 4,6 °C. Средняя температура воздуха самого тёплого месяца (июля) — 21,1 °C (абсолютный максимум — 41 °C); самого холодного (января) — −12,3 °C (абсолютный минимум — −47 °C). Среднегодовое количество атмосферных осадков составляет 466 мм, из которых около 306 мм выпадает в период с апреля по октябрь. Снежный покров образуется в третьей декаде ноября и держится в течение 141 дня.
Часовой пояс
Село Спасское, как и вся Самарская область, находится в часовой зоне МСК+1. Смещение применяемого времени относительно UTC составляет +4:00.

## Население
| 2010 |
| ---- |
| 1378 |

Половой состав
По данным Всероссийской переписи населения 2010 года в гендерной структуре населения мужчины составляли 50,4 %, женщины — соответственно 49,6 %.
Национальный состав
Согласно результатам переписи 2002 года, в национальной структуре населения русские составляли 86 % из 1339 чел.